# Acinetobacter calcoaceticus
Acinetobacter calcoaceticus jest gatunkiem bakterii, będących częścią naturalnej flory ludzkiego ciała.
Kwas floroglucynowy jest produktem rozkładu (+)-katechiny przez A. calcoaceticus, dla których katechina była jedynym źródłem węgla.